# Confuciustempel van Nanjing
De Confuciustempel van Nanjing is de offerplaats van Confucius in de Chinese stad Nanjing. Tijdens de Jin-dynastie werd er een belangrijke amtenarenschool hier opgericht. Het onderwijs werd uitgebreid tijdens de Zuidelijke Tang-dynastie. Het hele complex heeft dus behalve een confuciustempel ook belangrijke ambtenaren/mandarijnenscholen waar klassieke Chinese amtenarenexamens werden gehouden.